# Славия-Мозырь
«Сла́вия-Мо́зырь» (бел. «Сла́вія-Мазы́р») — белорусский футбольный клуб из города Мозырь. Основан в 1987 году. Двукратный чемпион Беларуси: 1996, 2000. Серебряный призёр чемпионата Беларуси: 1995, 1999. Двукратный обладатель Кубка Беларуси: 1996, 2000. Финалист Кубка Беларуси: 1999, 2001. Бронзовый призёр Кубка чемпионов Содружества: 2001. Выступает в высшей лиге чемпионата Беларуси с 1995 года (с перерывами).

## Названия
- «Полесье» (1987—1994/95, 1-й круг)
- МПКЦ (1994/95, 2-й круг — 1997)
- «Славия» (1998—2005)
- «Мозырь-ЗЛиН» (2006)
- «Мозырь» (2007)
- «Славия-Мозырь» (с 2008 года)

## История клуба

### 1987—1991. Становление клуба («Полесье»)
Футбольный клуб «Полесье» (Мозырь) основан в 1987 году. На протяжении пяти лет команда участвовала в чемпионате БССР. Результаты выступления на этом этапе: 1987 — 24-е место (Д1), 1988 — 25-е (Д1), 1989 — 8-е (Д2), 1990 — 7-е (Д2), 1991 — 5-е (Д2).

### 1992—1994. Прогресс команды
1992 год ознаменован стартом первого в истории национального чемпионата Беларуси, в котором мозырское «Полесье» стартовало во второй лиге (Д2). В турнире приняли участие 16 команд. Под руководством главного тренера Анатолия Усенко «Полесье» финишировало на 7-м месте.
В сезоне 1992/93 гг. «Полесье» добилось заметного прогресса и заняло 2-е место. У клуба появилась стабильная материальная база, были приглашены опытные футболисты. Профессиональный подход к делу не мог не принести дивиденды. Одержав больше всех побед в чемпионате, мозыряне едва не вышли в первый дивизион. На протяжении всего сезона они вели борьбу за единственную путёвку в элиту с бобруйским «Шинником», но в итоге пропустили его вперёд, набрав на одно очко меньше.
В сезоне 1993/94 гг. «Полесье» вновь остановилось на 2-е месте. На этот раз путь наверх преградил «Обувщик» (Лида). Лучшим снайпером турнира стал форвард «Полесья» Александр Дашкевич (12 голов).

### 1995—1997. Первые титулы (МПКЦ)
В чемпионате Беларуси 1994/95 у клуба сменился учредитель. Со второго круга команда получила новое название — МПКЦ (Мозырский производственно-коммерческий центр). Перед клубом была поставлена задача выйти в первый дивизион, и мозыряне успешно решили её, уверенно выиграв турнир и впервые в своей истории завоевав путёвку в элитную белорусскую лигу. К победе клуб привёл главный тренер Анатолий Юревич. Лучшим бомбардиром лиги стал нападающий МПКЦ Сергей Яромко (24 гола).
В однокруговом чемпионате Беларуси 1995 года МПКЦ дебютировал в первой лиге (Д1). Мозыряне показали зрелищную и результативную игру, сенсационно обеспечив себе серебряные медали. Апогеем сезона был матч с грандом белорусского футбола — минским «Динамо». Полесская дружина красиво победила маститого соперника со счётом 2:1 и вместе с динамовцами установила абсолютный рекорд посещаемости национальных чемпионатов Беларуси — мозырский стадион «Юность» собрал 19500 зрителей!
В 1996 году весной полесская команда переиграла в финальном матче Кубка страны минское «Динамо» 4:1 и выиграла свой первый трофей. А осенью МПКЦ впервые в истории независимого белорусского футбола нарушил чемпионскую гегемонию минского «Динамо» и завоевал золотые медали. Вклад в это достижение внесли Александр Кульчий, Максим Ромащенко, Борис Горовой, Сергей Яромко, Андрей Скоробогатько, Александр Седнев, Сергей Гомонов, Юрий Малеев, Дмитрий Денисюк и другие. К историческому триумфу клуб привёл главный тренер Анатолий Юревич.
В 1996 году МПКЦ дебютировал в европейских кубковых турнирах — в Кубке обладателей кубков мозыряне проиграли «КР Рейкьявику» (Исландия) — 2:2, 0:1.
В 1997 году пост главного тренера МПКЦ занял московский специалист Александр Бубнов, защищавший в своё время цвета сборной СССР, московского «Динамо» и «Спартака».

#### МПКЦ-2, МПКЦ-96
Названия МПКЦ-2 и МПКЦ-96 (МПКЦ-2 Мозырь — в 1995, МПКЦ-2 Минск — в 1996, МПКЦ-96 Минск — в 1996—1997 годах) носил клуб РУОР Минск, являлся фарм-клубом.

### 1998. Новое имя — «Славия»
В межсезонье клуб сменил владельца, держателем контрольного пакета акций стал концерн «Славнефтепродукт». В связи с этим изменилось и название клуба, оно приняло его теперешний вид — «Славия». Невыполнение задач, поставленных главному тренеру клуба Александру Бубнову, привело к его отставке. Капитанский мостик занял его помощник — Александр Кузнецов, чемпион СССР 1970 года в составе московского ЦСКА. В чемпионате Беларуси 1998 года «Славия» заняла 6-е место.

### 1999—2001. «Славия» на пике славы
В 1999 году «Славия» повторно завоевала серебро чемпионата Беларуси. 29 мая команда при игровом преимуществе в финальном матче Кубка страны после ничьей 1:1 в основное время уступила бобруйской «Белшине» в серии послематчевых пенальти со счетом 2:4.
В 2000 году «Славия» вышла на свой пик. Мозыряне вновь сделали «золотой дубль», выиграв Кубок и чемпионат Беларуси, за команду играли Олег Саматов, Дмитрий Карсаков, Александр Шутов, Денис Первушин, Валерий Стрипейкис, Роман Василюк, Владимир Гаев, Дмитрий Денисюк, Игорь Балин и другие. Чемпионской командой поочередно руководили — Александр Кузнецов (Россия) и Владо Петрович (Югославия).
В 2001 году футболисты завершили чемпионат лишь на 7-м месте и выбыли из Лиги чемпионов уже во втором квалификационном раунде, дважды уступив «Интеру» Братислава, Словакия — 0:1, 0:1.

### 2002—2005. Спад и прощание с элитой
В дальнейшем «Славия» занимала следующие места в чемпионате Беларуси: 2002 — 11-е место (14 команд); 2003 — 14-е (16); 2004 — 12-е (16). В чемпионате Беларуси 2005 года «Славия» заняла последнее 14-е место и надолго покинула высшую лигу.

### 2006—2011. Шесть лет безвременья

Логотип ФК Мозырь в 2007 году

В 2006 году в результате объединения с клубом «ЗЛиН» (Гомель) (Д2) произошла очередная реорганизация и смена названия клуба. Мозырская команда получила имя «Мозырь-ЗЛиН». В 2007 году полешуки выступали в чемпионате Беларуси уже под другой вывеской — «Мозырь». А с 2008 года команда вновь вернулась к прежнему названию и официально именуется коммунальное спортивное унитарное предприятие «Футбольный клуб „Славия-Мозырь“». В 2006 году цветами клуба были оранжевый и чёрный. С 2007 года команда вновь выступает в красно-чёрной форме, повторяющей прежние цвета «Славии». В 2010 году главным тренером «Славии» был назначен известный белорусский специалист, бывший игрок клуба Юрий Малеев. Несмотря на многочисленные проблемы, он создал вполне боеспособный коллектив. Чемпионат-2010 мозыряне завершили на 9-м месте в первой лиге.

### 2011. Возвращение в элиту
В 2011 году вернулись ранее выступавшие за «Славию» Владимир Гаев, Михаил Мартинович, Александр Клименко. Команда завершила первый круг на третьей позиции, но финишным спуртом под руководством Юрия Малеева «Славия» выиграла турнир и завоевала право вновь играть в высшей лиге.

### 2012—2013. Два сезона в «вышке»
В чемпионате 2012 года мозыряне заняли 10-е место и с большим трудом сохранили прописку в высшей лиге. Лучшим бомбардиром клуба стал Роман Волков (11 голов). В сезоне 2013 года «Славия» по-прежнему была в числе аутсайдеров и, заняв последнее 12-е место, вновь утратила элитный статус. Лучший снайпер «Славии» Денис Лаптев забил 9 мячей. По окончании чемпионата покинул пост главного тренер команды Юрий Малеев, руководивший мозырянами на протяжении четырёх сезонов.

### 2014 год. И вновь первая лига
В январе 2014 года «Славию» возглавил Юрий Пунтус. Состав команды существенно изменился, но полешуки показали в чемпионате хорошую результативную игру и заняли второе место в Д2, которое позволило сходу вернуться стан сильнейших клубов страны. Лучшим бомбардиром и MVP первой лиги-2014 стал мозырянин Денис Лаптев, набравший по системе «гол + пас» 30 очков (23 гола + 7 голевых передач).

### 2015 год. Новый вызов
В первой половине сезона на острие атаки выделялся форвард-таран Денис Лаптев. В июле Лаптев перебрался в российскую ФНЛ. Первый круг чемпионата-2015 клуб завершил на 8-м месте.

## Достижения
- Чемпион Беларуси (2): 1996, 2000
- Серебряный призёр чемпионата Беларуси (2): 1995, 1999
- Победитель первой лиги (Д2) (3): 1994/95, 2011, 2018
- Серебряный призёр первой лиги (Д2) (3): 1992/93, 1993/94, 2014
- Обладатель Кубка Беларуси (2): 1996, 2000
- Финалист Кубка Кубка Беларуси (2): 1999, 2001
- Бронзовый призёр Кубка чемпионов Содружества: 2001
- Обладатель Кубка Полесья (2): 1994, 2005

## Личные достижения игроков «Славии»
Список индивидуальных достижений игроков «Славии»
Лучшие игроки чемпионата Беларуси
Следующие футболисты становились лучшими игроками чемпионата Беларуси, являясь игроками «Славии»:
- Александр Кульчий — 1996
- Дмитрий Карсаков — 1999
- Роман Василюк — 2000

Лучшие бомбардиры чемпионата Беларуси
Следующие футболисты становились лучшими бомбардирами чемпионата Беларуси, являясь игроками «Славии»:
- Сергей Яромко — 1995
- Валерий Стрипейкис — 1999
- Роман Василюк — 2000

Лучшие защитники чемпионата Беларуси
Следующие футболисты были признаны Лучший защитник чемпионата Беларуси, являясь игроками «Славии»:
- Олег Саматов — 2000

Лучшие полузащитники чемпионата Беларуси
Следующие футболисты были признаны Лучший полузащитник чемпионата Беларуси, являясь игроками «Славии»:
- Дмитрий Карсаков — 1999
- Александр Шутов — 2000

Лучшие нападающие чемпионата Беларуси
Следующие футболисты были признаны Лучший нападающий чемпионата Беларуси, являясь игроками «Славии»:
- Валерий Стрипейкис — 1999
- Роман Василюк — 2000

Лучшие бомбардиры первой лиги Беларуси
Следующие футболисты становились лучшими бомбардирами первой лиги Беларуси, являясь игроками «Славии»:
- Александр Дашкевич — 1993/94
- Сергей Яромко — 1994/95
- Денис Лаптев — 2014

## Основной состав
| 1  | Флаг Беларуси | Вр  | Константин Веретынский | 2006 |  |  |  |  |  |
| 23 | Флаг Украины  | Вр  | Денис Шелихов          | 1989 |  |  |  |  |  |
| 41 | Флаг Беларуси | Вр  | Максим Плотников       | 1998 |  |  |  |  |  |
|    |               |     |                        |      |  |  |  |  |  |
| 3  | Флаг России   | Защ | Владислав Давыдов      | 1999 |  |  |  |  |  |
| 12 | Флаг Беларуси | Защ | Алексей Иванов         | 1997 |  |  |  |  |  |
| 18 | Флаг России   | Защ | Никита Мельников       | 1997 |  |  |  |  |  |
| 22 | Флаг Беларуси | Защ | Антон Лукашов          | 2004 |  |  |  |  |  |
| 27 | Флаг Беларуси | Защ | Павел Чикида           | 1995 |  |  |  |  |  |
|    |               |     |                        |      |  |  |  |  |  |
| 5  | Флаг Беларуси | ПЗ  | Михаил Сачковский      | 2002 |  |  |  |  |  |
| 6  | Флаг Беларуси | ПЗ  | Юлий Кузнецов          | 2003 |  |  |  |  |  |
| 7  | Флаг Беларуси | ПЗ  | Николай Иванов         | 2000 |  |  |  |  |  |
| 8  | Флаг Беларуси | ПЗ  | Илья Кухарчик          | 1997 |  |  |  |  |  |

| 9  | Флаг Украины  | ПЗ  | Александр Батищев   | 1991 |  |  |  |  |  |
| 13 | Флаг Беларуси | ПЗ  | Владислав Полоз     | 2001 |  |  |  |  |  |
| 14 | Флаг Беларуси | ПЗ  | Сергей Сазончик     | 2000 |  |  |  |  |  |
| 17 | Флаг Беларуси | ПЗ  | Кирилл Черноок      | 2003 |  |  |  |  |  |
| 19 | Флаг Беларуси | ПЗ  | Павел Котляров      | 2004 |  |  |  |  |  |
| 21 | Флаг Беларуси | ПЗ  | Кирилл Кириленко    | 2000 |  |  |  |  |  |
| 30 | Флаг Беларуси | ПЗ  | Виталий Лихтин      | 1995 |  |  |  |  |  |
| 33 | Флаг Беларуси | ПЗ  | Ярослав Макушинский | 1998 |  |  |  |  |  |
| 49 | Флаг Беларуси | ПЗ  | Александр Джигеро   | 1996 |  |  |  |  |  |
|    |               |     |                     |      |  |  |  |  |  |
| 11 | Флаг России   | Нап | Иван Гулько         | 2003 |  |  |  |  |  |
| 31 | Флаг Беларуси | Нап | Андрей Соловей      | 1994 |  |  |  |  |  |
| 44 | Флаг Беларуси | Нап | Терентий Луцевич    | 1991 |  |  |  |  |  |

## Стадион и база
«Славия» проводит домашние матчи в Мозыре на стадионе «Юность» (вместимость — 5253 места). Дублеры играют на стадионе «Спартак» (1500) в Мозыре либо на арене «Полесье» (Козенки, Мозырский район).
Резервная арена: Городской стадион в городе Хойники (1512). Спортивная база: деревня Новики (Мозырский район).

## Главные тренеры
- Юревич, Анатолий Иванович (1993 — февраль 1997)
- Бубнов, Александр Викторович (1997 — май 1998)
- Кузнецов, Александр Дмитриевич (1999 — июнь 2000)
- Петрович, Владимир (июль 2000 — июль 2001)
- Роднёнок, Павел Петрович (2001—2002)
- Пряжников, Александр Петрович (июнь 2002 — август 2003)
- Курнев, Владимир Борисович (2003, с сентября)
- Сосницкий, Андрей Алексеевич (2004 — август 2005)
- Белан, Александр Петрович (3-8 августа 2005, и. о.)
- Карп, Илие (2005, с августа)
- Фролов, Игорь Васильевич (2006)
- ? (2007)
- Шевчик, Вячеслав Фёдорович (2008)
- Ясинский, Сергей Михайлович (апрель — июнь 2009)
- Павлов, Виталий Геннадьевич (2009, с августа)
- Малеев, Юрий Иванович (2010—2014)
- Пунтус, Юрий Иосифович (2014—2017)
- Мартинович, Михаил Алексеевич (2018—2022)
- Биончик, Иван Сергеевич (2022—н. в.)

## Статистика выступлений

### Чемпионат и Кубок Беларуси
| «Славия» в чемпионате и кубке Беларуси | «Славия» в чемпионате и кубке Беларуси | «Славия» в чемпионате и кубке Беларуси | «Славия» в чемпионате и кубке Беларуси | «Славия» в чемпионате и кубке Беларуси | «Славия» в чемпионате и кубке Беларуси | «Славия» в чемпионате и кубке Беларуси | «Славия» в чемпионате и кубке Беларуси | «Славия» в чемпионате и кубке Беларуси | «Славия» в чемпионате и кубке Беларуси                     | «Славия» в чемпионате и кубке Беларуси | «Славия» в чемпионате и кубке Беларуси |
| Сезон                                  | Лига (дивизион)                        | Место                                  | И                                      | В                                      | Н                                      | П                                      | Мячи                                   | О                                      | Бомбардиры                                                 | Кубок Беларуси                         |                                        |
| -------------------------------------- | -------------------------------------- | -------------------------------------- | -------------------------------------- | -------------------------------------- | -------------------------------------- | -------------------------------------- | -------------------------------------- | -------------------------------------- | ---------------------------------------------------------- | -------------------------------------- | -------------------------------------- |
| 1992                                   | Вторая лига (Д2)                       | 7                                      | 15                                     | 5                                      | 6                                      | 4                                      | 18-22                                  | 16                                     | А. Дашкевич — 5                                            | 1/32                                   |                                        |
| 1992/93                                | Вторая лига (Д2)                       | 2                                      | 30                                     | 22                                     | 5                                      | 3                                      | 54-14                                  | 49                                     | А. Дашкевич — 18                                           | 1/32                                   |                                        |
| 1993/94                                | Вторая лига (Д2)                       | 2                                      | 28                                     | 19                                     | 5                                      | 4                                      | 48-18                                  | 43                                     | А. Дашкевич — 12                                           | 1/16                                   |                                        |
| 1994/95                                | Вторая лига (Д2)                       | 1                                      | 30                                     | 24                                     | 3                                      | 3                                      | 106-17                                 | 51                                     | С. Яромко — 24                                             | 1/4                                    |                                        |
| 1995 (о)                               | Первая лига                            | 2                                      | 15                                     | 11                                     | 3                                      | 1                                      | 44-9                                   | 36                                     | С. Яромко — 16                                             | Победитель                             |                                        |
| 1996                                   | Первая лига                            | 1                                      | 30                                     | 24                                     | 4                                      | 2                                      | 64-17                                  | 76                                     | С. Яромко — 14                                             | Победитель                             |                                        |
| 1997                                   | Первая лига                            | 6                                      | 30                                     | 12                                     | 7                                      | 11                                     | 39-30                                  | 43                                     | Л. Беришвили — 7                                           | 1/8                                    |                                        |
| 1998                                   | Высшая лига                            | 6                                      | 28                                     | 12                                     | 9                                      | 7                                      | 41-36                                  | 45                                     | Д. Денисюк — 9                                             | 1/4                                    |                                        |
| 1999                                   | Высшая лига                            | 2                                      | 30                                     | 20                                     | 5                                      | 5                                      | 74-25                                  | 65                                     | В. Стрипейкис — 22                                         | Финалист                               |                                        |
| 2000                                   | Высшая лига                            | 1                                      | 30                                     | 23                                     | 5                                      | 2                                      | 78-25                                  | 74                                     | Р. Василюк — 31                                            |                                        |                                        |
| 2001                                   | Высшая лига                            | 7                                      | 26                                     | 13                                     | 5                                      | 8                                      | 49-27                                  | 44                                     | В. Стрипейкис — 11                                         | Финалист                               |                                        |
| 2002                                   | Высшая лига                            | 11                                     | 26                                     | 6                                      | 6                                      | 14                                     | 38-61                                  | 24                                     | А. Клименко — 9                                            | 1/4                                    |                                        |
| 2003                                   | Высшая лига                            | 14                                     | 30                                     | 6                                      | 7                                      | 17                                     | 29-64                                  | 25                                     | С. Короткевич — 7                                          | 1/8                                    |                                        |
| 2004                                   | Высшая лига                            | 12                                     | 30                                     | 9                                      | 4                                      | 17                                     | 32-51                                  | 31                                     | А. Клименко — 10                                           | 1/16                                   |                                        |
| 2005                                   | Высшая лига                            | 14                                     | 26                                     | 2                                      | 5                                      | 19                                     | 14-60                                  | 11                                     | С. Короткевич — 4                                          | 1/8                                    |                                        |
| 2006                                   | Первая лига (Д2)                       | 4                                      | 26                                     | 11                                     | 10                                     | 5                                      | 44-24                                  | 43                                     | А. Удодов — 13                                             | 1/8                                    |                                        |
| 2007                                   | Первая лига (Д2)                       | 13                                     | 26                                     | 4                                      | 6                                      | 16                                     | 26-44                                  | 18                                     | С. Короткевич — 5                                          | 1/16                                   |                                        |
| 2008                                   | Первая лига (Д2)                       | 13                                     | 26                                     | 6                                      | 5                                      | 15                                     | 33-62                                  | 23                                     | С. Короткевич — 8                                          | 1/16                                   |                                        |
| 2009                                   | Первая лига (Д2)                       | 13                                     | 26                                     | 4                                      | 8                                      | 14                                     | 21-40                                  | 20                                     | Р. Волков — 9                                              | 1/16                                   |                                        |
| 2010                                   | Первая лига (Д2)                       | 9                                      | 30                                     | 10                                     | 7                                      | 13                                     | 33-44                                  | 37                                     | Д. Харитончик — 9                                          | 1/8                                    |                                        |
| 2011                                   | Первая лига (Д2)                       | 1                                      | 30                                     | 22                                     | 5                                      | 3                                      | 53-15                                  | 71                                     | Р. Волков — 12                                             | 1/16                                   |                                        |
| 2012                                   | Высшая лига                            | 10                                     | 30                                     | 7                                      | 6                                      | 17                                     | 22-58                                  | 27                                     | Р. Волков — 11                                             | 1/16                                   |                                        |
| 2013                                   | Высшая лига                            | 12                                     | 32                                     | 5                                      | 8                                      | 19                                     | 24-47                                  | 23                                     | Д. Лаптев — 9                                              | 1/8                                    |                                        |
| 2014                                   | Первая лига (Д2)                       | 2                                      | 30                                     | 18                                     | 6                                      | 6                                      | 55-38                                  | 60                                     | Д. Лаптев — 23                                             | 1/8                                    |                                        |
| 2015                                   | Высшая лига                            | 10                                     | 26                                     | 7                                      | 5                                      | 14                                     | 33-50                                  | 26                                     | Д. Лаптев — 9                                              | 1/16                                   |                                        |
| 2016                                   | Высшая лига                            | 10                                     | 30                                     | 9                                      | 8                                      | 13                                     | 33-49                                  | 35                                     | А. Воронков, О. Страханович, Д. Ковалевский, Я. Шкурко — 4 | 1/8                                    |                                        |
| 2017                                   | Высшая лига                            | 15                                     | 30                                     | 4                                      | 8                                      | 18                                     | 26-50                                  | 20                                     | А. Котляров, Б. Лемешевский — 4                            | 1/8                                    |                                        |
| 2018                                   | Первая лига (Д2)                       | 1                                      | 28                                     | 21                                     | 7                                      | 0                                      | 69-13                                  | 70                                     | М. Слюсар — 13                                             | 1/16                                   |                                        |
| 2019                                   | Высшая лига                            | 8                                      | 30                                     | 10                                     | 7                                      | 13                                     | 35-40                                  | 37                                     | А. Чухлей — 5                                              | 1/8                                    |                                        |

Рекорды в Высшем дивизионе Беларуси:
- Самая крупная победа — 7:0 («Неман (Гродно)», 1995).
- Самое крупное поражение — 0:8 («Неман (Гродно)», 2012).
- Наибольшее число матчей — Игорь Балин (170).
- Лучшие бомбардир — Валерий Стрипейкис (47), за сезон — Роман Василюк (31, 2000).
- Самый полезный игрок — Валерий Стрипейкис 62 (47+15), за сезон — Роман Василюк 42 (31+11, 2000).
- Баланс игр после чемпионата 2019 года: 479 игр (+180=102—197), разница мячей (675—699).

Рекорды в Кубке Беларуси:
- Самая крупная победа — 8:0 («Водоканал-Транзит (Брест)», 2000/01).
- Самое крупное поражение — 1:5 («Брест», 2012/13), 0:4 («Нафтан», 2009/10).
- Наибольшее число матчей — Игорь Балин (21).
- Лучшие бомбардир — Валерий Стрипейкис (12).
- Баланс игр после сезона 2018/19: 73 игры (+40=8—25), разница мячей (141—88).

Рекорды во Втором дивизионе Беларуси:
- Самая крупная победа — 12:1 («АФВиС-РШВСМ (Минск)», 1994/95).
- Самое крупное поражение — 0:5 («Динамо-Белкард», 2008).
- Наибольшее число матчей — Евгений Новак (133).
- Лучшие бомбардир — Александр Дашкевич (39), за сезон — Сергей Яромко (24, 1994/95).
- Баланс игр после чемпионата 2018 года: 325 игр (+166=73—86), разница мячей (560—351).

### Выступления в еврокубках
| 1996/97 | Кубок обладателей Кубков | Квал. раунд     | Исландия                | КР Рейкьявик (Исландия)             | 2:2 | 0:1 |
| 1997/98 | Лига чемпионов УЕФА      | 1-й квал. раунд | Молдова                 | Конструкторул-93 (Кишинев, Молдова) | 3:2 | 1:1 |
| 1997/98 | Лига чемпионов УЕФА      | 2-й квал. раунд | Греция                  | Олимпиакос (Пирей, Греция)          | 2:2 | 0:5 |
| 1997/98 | Кубок УЕФА               | 1/32 финала     | Флаг Грузии (1990—2004) | Динамо (Тбилиси, Грузия)            | 1:1 | 0:1 |
| 2000/01 | Кубок УЕФА               | Квал. раунд     | Израиль                 | Маккаби (Хайфа, Израиль)            | 1:1 | 0:0 |
| 2001/02 | Лига чемпионов УЕФА      | 1-й квал. раунд | Флаг Фарерских островов | ВБ Вагур (Фарерские острова)        | 5:0 | 0:0 |
| 2001/02 | Лига чемпионов УЕФА      | 2-й квал. раунд | Словакия                | Интер (Братислава, Словакия)        | 0:1 | 0:1 |

Достижения в еврокубках:
- Участник 2 кв.раунда Лиги чемпионов УЕФА (1997/98, 2001/02).
- Участник 1/32 финала Кубка УЕФА (1997/98).
- Участник кв.раунда Кубка обладателей кубков (1996/97).
- Самая крупная победа — 5:0 («ВБ Вагур», Фарерские острова, 2001/02).
- Самое крупное поражение — 0:5 («Олимпиакос (Пирей)», Греция, 1997/98).
- Наибольшее число матчей — Андрей Лукашевич (9).
- Лучший бомбардир — Валерий Стрипейкис, Василий Кушнир (оба — по 3).

Баланс игр:
| Турнир                   | У | И  | В | Н | П | Г     |
| ------------------------ | - | -- | - | - | - | ----- |
| Лига чемпионов УЕФА      | 2 | 8  | 2 | 3 | 3 | 11-12 |
| Кубок обладателей кубков | 1 | 2  | 0 | 1 | 1 | 2-3   |
| Кубок УЕФА               | 2 | 4  | 0 | 3 | 1 | 2-3   |
| Итого:                   | 5 | 14 | 2 | 7 | 5 | 15-18 |

### Другие турниры
| 1997 | Группа D             | Сборная клубов России | 2:5 |
| 1997 | Группа D             | Сконто                | 1:2 |
| 1997 | Группа D             | Копетдаг              | 0:3 |
| 2001 | Группа А             | Спартак (Москва)      | 1:3 |
| 2001 | Группа А             | Варзоб                | 1:1 |
| 2001 | Группа А             | Каунас                | 4:3 |
| 2001 | Полуфинальная группа | Сконто                | 1:3 |
| 2001 | Полуфинальная группа | Копетдаг              | 4:0 |

Достижения в Кубке чемпионов Содружества:
- Бронзовый призёр Кубка чемпионов Содружества (2001).
- Самая крупная победа — 4:0 («Копетдаг», 2001).
- Самое крупное поражение — 2:5 («Сборная клубов России», 1997), 0:3 («Копетдаг», 1997).
- Наибольшее число матчей — Сергей Синицын (6).
- Лучший бомбардир — Роман Василюк, Валерий Стрипейкис (оба — по 4), за розыгрыш — Роман Василюк, Валерий Стрипейкис (оба — по 4, 2001).
- Баланс игр в Кубке чемпионов Содружества: 8 игр (+2=1—5), разница мячей (14—20).